# Ines Bibernell
Ines Bibernell (21 luglio 1965) è un'ex mezzofondista tedesca.

## Palmarès

### Europei indoor
- 1 medaglia:
  - 1 oro (Madrid 1986 nei 3000 m piani)